# モーターショー

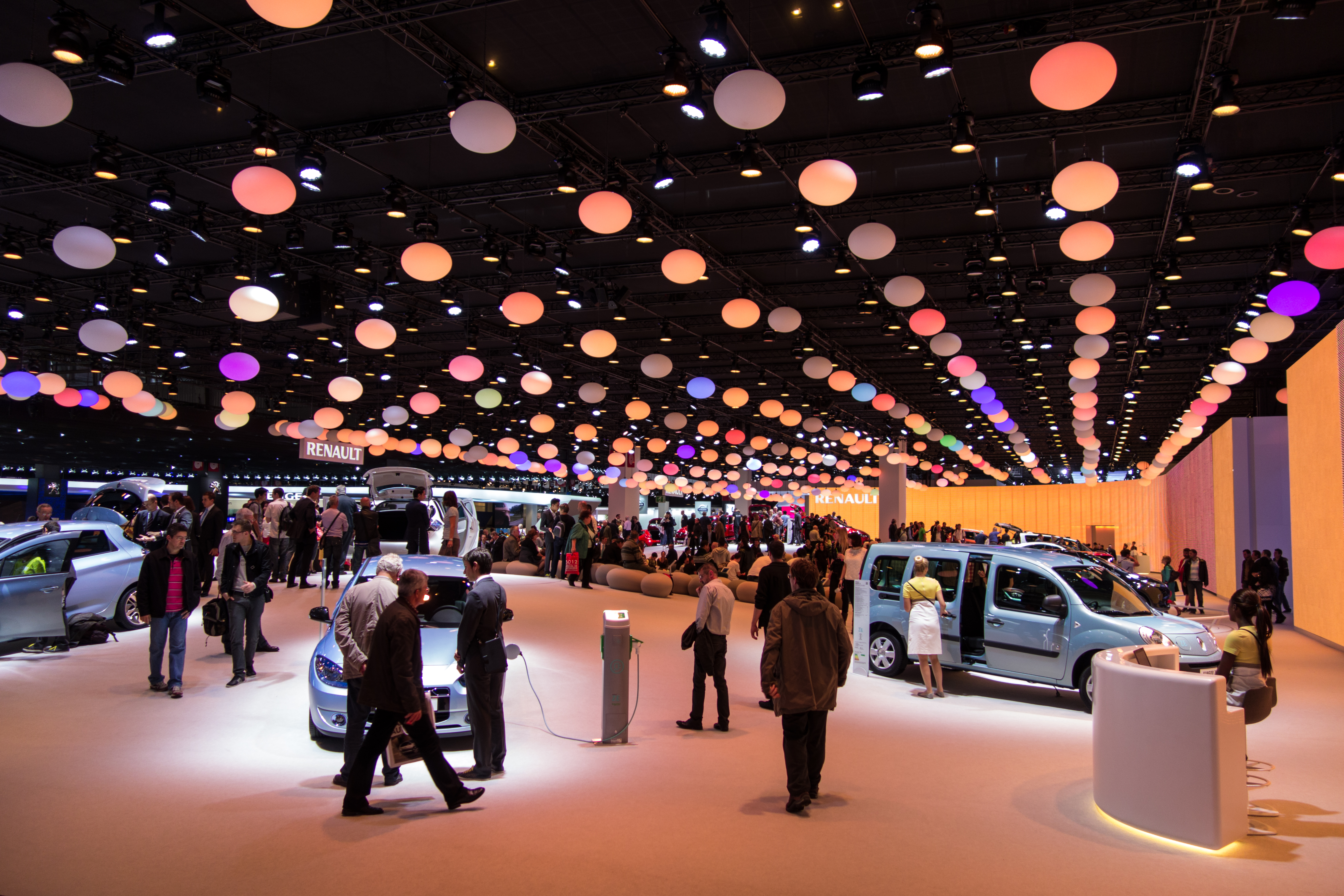
2012年モンディアル・ド・ロトモビル（パリ）

モーターショーは、自動車メーカー各社の新型自動車やその関連製品などを集めて催す見本市。自動車ショー、オートショー、オートサロンとも言う。

## 概要
見本市会場などで自動車やその関連製品の展示を行う。新聞や雑誌、テレビで大きく取り上げられ、多数の来場者が見込めることから新型車やコンセプトカーの発表が行われることが多い。
かつては世界の3大自動車生産国であるドイツ、アメリカ、日本で開催されるフランクフルトモーターショー、北米国際オートショー、東京モーターショーが世界3大モーターショーとされた。
その後、サロン・アンテルナショナル・ド・ロト（通称：ジュネーヴモーターショー）とモンディアル・ド・ロトモビル（通称：パリモーターショーまたはパリサロン）を加え世界5大モーターショーと呼ばれたが、現在は海外メーカーの出展社数や新モデルのワールドプレミアなどが著しく減少したため、国際ショーというよりもローカル色が強くなっている。

### モーターショーの目的
モータリゼーションの普及により、自動車の普及率は高まった。来場者数も多く見込めるため、メーカーにとっては、数多くの新型車の発表の場だけでない。自動車に興味のある者、無い者双方とっても楽しめるモーターショーが本来の意味である。単なる自動車展示では飽きてしまうため、デザインコンセプトモデルなど、市販化しない近未来的な実験車両も多く展示される。来場者の興味を掻き立てるショーとしての役割も大きい。自動車の発展とさらなる普及が目的である。

### ショーモデルの発展性
デザイン・スタディモデル、コンセプト・モデルなど、メーカーの基礎研究開発をユーザーの目に見える形で具体化したのがショーモデルである。ガルウィングトアなど非現実的なボディ形状から、ショー専用モデルと考える方もいる。ショーモデルの技術やデザインは、今後の技術的な発展に生かされる。
一部自動車評論家が、ショーモデルは無駄と唱える例がある。

## モーターショー一覧

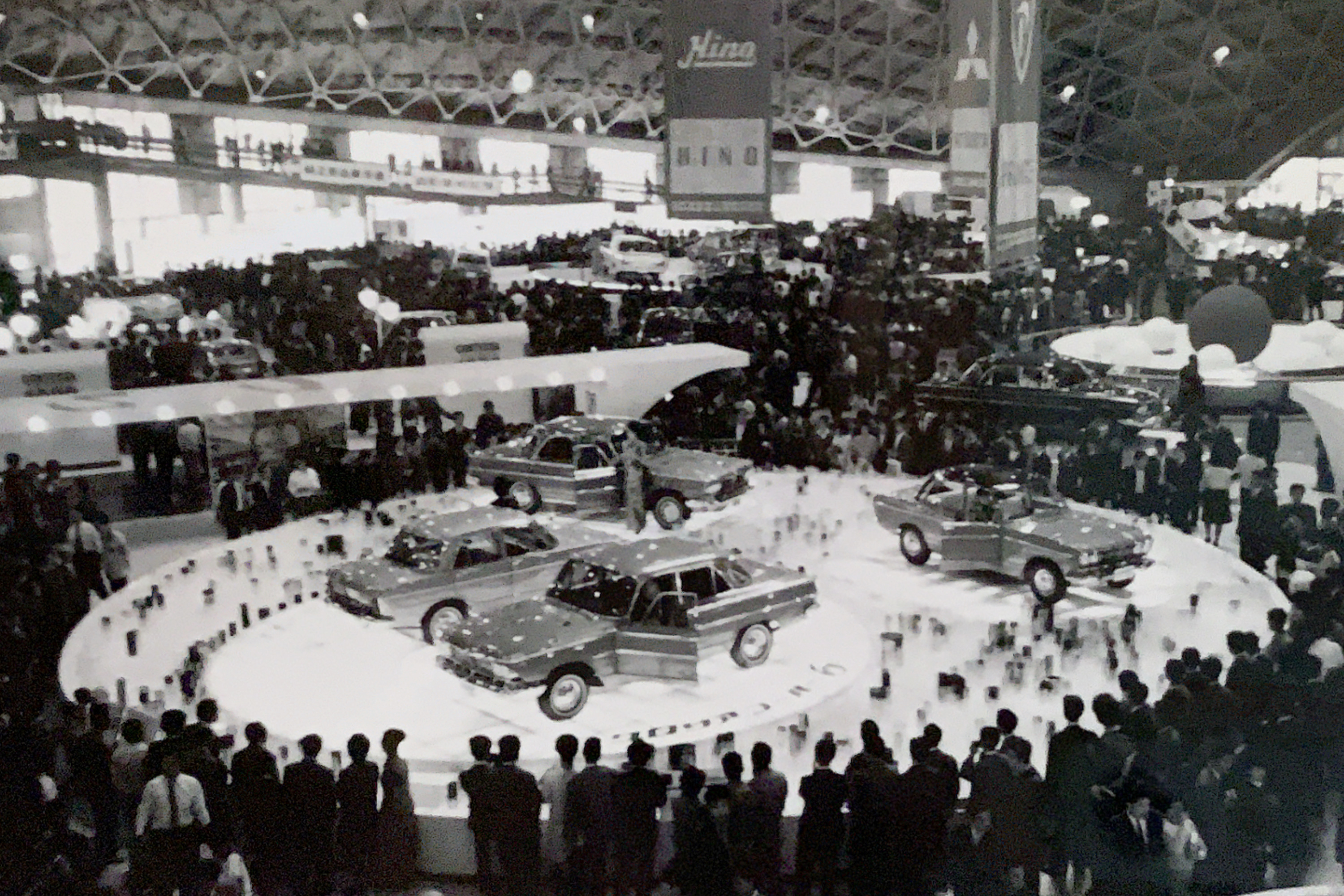
東京モーターショー（1960年代）

### 世界5大モーターショー
- ジャパンモビリティショー（旧東京モーターショー） （JMS、日本・東京）
- ドイツ国際モーターショー（旧フランクフルト・モーターショー） （IAA、ドイツ・ミュンヘン）
- 北米国際オートショー （NAIAS、アメリカ・デトロイト）
- サロン・アンテルナショナル・ド・ロト （Salon International de l'Auto、スイス・ジュネーヴ）
- モンディアル・ド・ロトモビル （Mondial de l'Automobile、フランス・パリ）

### その他
- 釜山モーターショー（韓国）
- ソウルモーターショー（韓国）
- 北京モーターショー（中国）
- 上海モーターショー （Auto Shanghai、中国）
- 広州国際モーターショー（中国）
- 青島国際モーターショー（中国）
- 貴陽国際モーターショー（中国）
- ベトナムモーターショー（ベトナム）
- バンコク国際モーターショー（タイ）
- インドネシア国際モーターショー（インドネシア）
- ニューデリーオートエクスポ （インド）
- モスクワ国際モーターショー（ロシア）
- ブリュッセルモーターショー （ベルギー）
- アムステルダムモーターショー（オランダ）
- ボローニャモーターショー（イタリア）
- バルセロナモーターショー（スペイン）
- 英国国際モーターショー（イギリス）
- ニューヨーク国際オートショー（アメリカ）
- シカゴオートショー（アメリカ）
- ロサンゼルスオートショー（アメリカ）
- SEMAショー - 特殊部品市場協会（SEMA）による自動車部品の見本市。
- サンパウロモーターショー（ブラジル）

### 日本
東京モーターショーの派生イベント
東京モーターショー終了後、展示内容を縮小したうえで国内5ヶ所（名古屋・仙台・大阪・福岡・札幌）で開催される。東京モーターショーと同じく隔年開催で、開催する順番は開始年が古い順となっている。
その他
- 東京オートサロン
- ナゴヤオートトレンド
- 大阪オートメッセ
- 福岡オートサロン
- 札幌オートサロン （2000年 - 2007年）
- オキナワモーターショー
- オートモビル カウンシル
- ノスタルジックカーショー
- ノスタルジック2デイズ
- 日本サイドカー&トライクショー